# فولاذ كهربائي

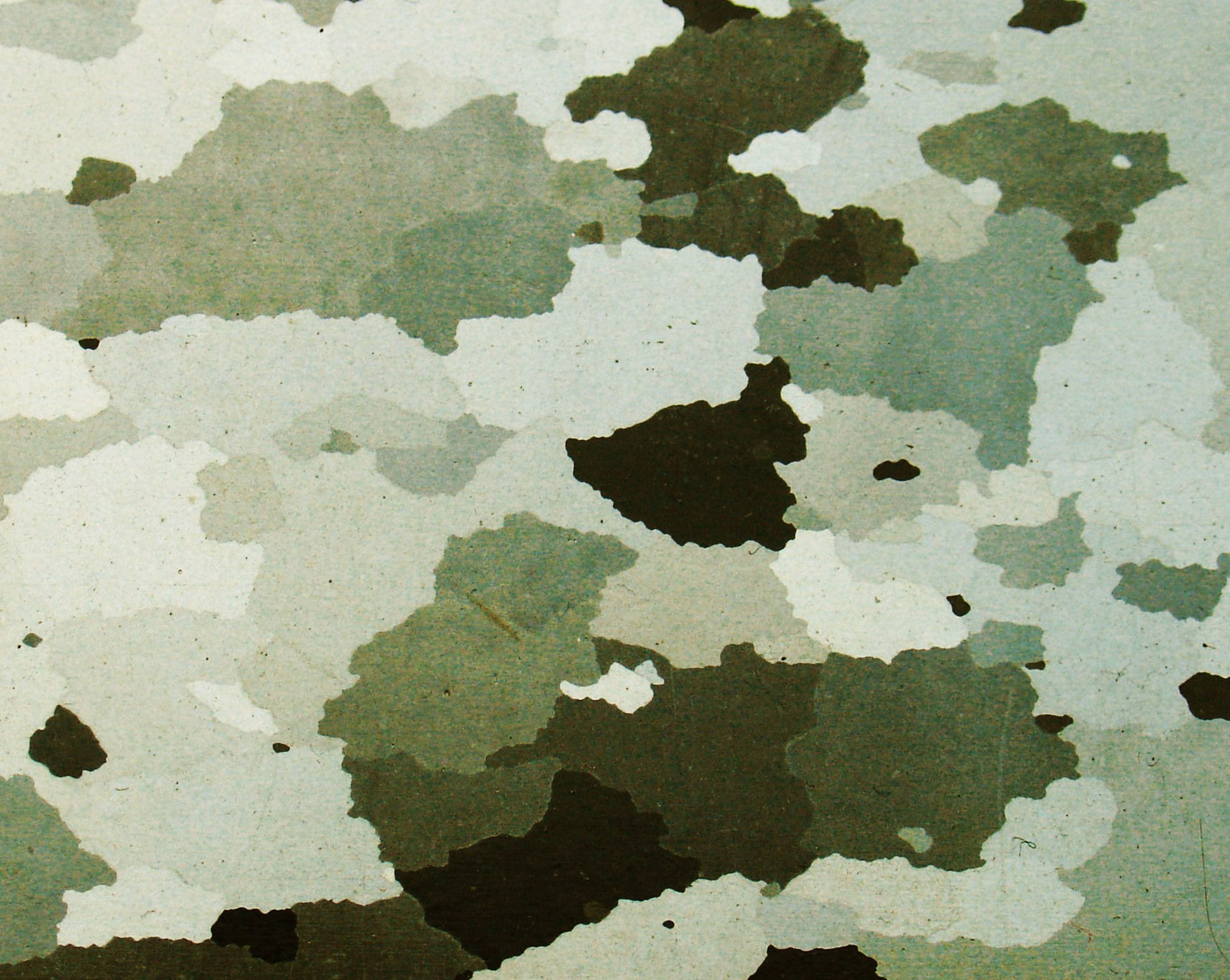
حبيبات بلورية من الفولاذ الكهربائي بعد إزالة الطبقة الواقية.

الفولاذ الكهربائي  هي سبيكة من الحديد والسيليكون ذات خواص مغناطيسية مميزة، وتستخدم بشكل خاص في تركيب قلب المغانط.
تصل النسبة العظمى من السيليكون في الفولاذ الكهربائي إلى حوالي 6%؛ وتحوي العينات التجارية من هذا الفولاذ حوالي 3.2% سيليكون؛ ويمكن أن يضاف المنغنيز أو الألومنيوم بنسبة حوالي 0.5%.